# Menemerus natalis
Menemerus natalis là một loài nhện trong họ Salticidae.
Loài này thuộc chi Menemerus. Menemerus natalis được Wanda Wesołowska miêu tả năm 1999.